# Valerian Polishchuk
Valerian Lvovych Polishchuk, en ucraniano: Поліщук Валер'ян Львович, (Bilche, 19 de septiembrejul./ 1 de octubre de 1897greg. - Sandarmoj, 3 de noviembre de 1937) fue un escritor, crítico literario, teórico literario y publicista ucraniano, víctima de las purgas estalinistas en la Unión Soviética. También publicó con los seudónimos Vasili Sontsvit y Nikita Volokita.

## Vida
Valerian Polishchuk nació en una familia campesina en el pueblo de Bilche, actualmente en el raión de Demydivka, en el suroeste del óblast de Rivne (Ucrania). De 1911 a 1913 fue a la escuela en Lutsk y de 1914 a 1917 a la escuela secundaria en Yekaterinoslav. Más tarde estudió en el Instituto de Ingenieros Civiles de San Petersburgo, pero poco después se cambió a la facultad de Filología histórica de la Universidad Ucraniana en Kamianets-Podilski.
En 1918 publicó su primera obra. Después de graduarse, trabajó como periodista en Yekaterinoslav, Kamianets-Podilski, Kiev y Járkov, entre otros, y entró en contacto con escritores como Mikola Jvilovi, Valerian Pidmohilni y, en Kiev, con Pavlo Tichina. En 1919 se convirtió en miembro del Partido de los Socialistas Revolucionarios de Ucrania. Durante el período posterior a la Primera Guerra Mundial, fue arrestado varias veces, según los cambiantes equilibrios de poder en Ucrania.
Polishchuk fue arrestado en 1934 y, junto con otros escritores ucranianos, acusado de pertenecer a un ficticio «Partido Nacional Socialista de Ucrania» antisoviético. En 1935 fue sentenciado a 10 años en un gulag en las Islas Solovetsky. Durante la Gran Purga, Polishchuk, como parte del Renacimiento fusilado, fue ejecutado junto con numerososo otros miembros poco antes del 20 aniversario de la Revolución de Octubre, el 3 de noviembre de 1937 en el campo penal de Sandarmoj, en Carelia. Entre otras personalidades que fueron fusiladas en ese momento estuvieron  Miroslav Irchan, Mikola Serov, Valerian Pidmohilni, Les Kurbas y Mikola Kulish; todas ellas enterradas allí mismo. A fines de la década de 1950, como parte del «período de deshielo», fue rehabilitado póstumamente de forma oficial.

## Obra
Polishchuk trabajó como escritor, crítico literario y teórico literario. Creó más de 50 obras de poesía y prosa, ensayos, así como literatura infantil y juvenil. Tras su rehabilitación, se publicaron ediciones de sus obras en 1960 y 1987.